# Benassai
Benassai je priimek več oseb:    
- Benny Benassai, italijanski DJ
- Ventura Benassai, italijanski rimskokatoliški škof